# مناخ محيطي

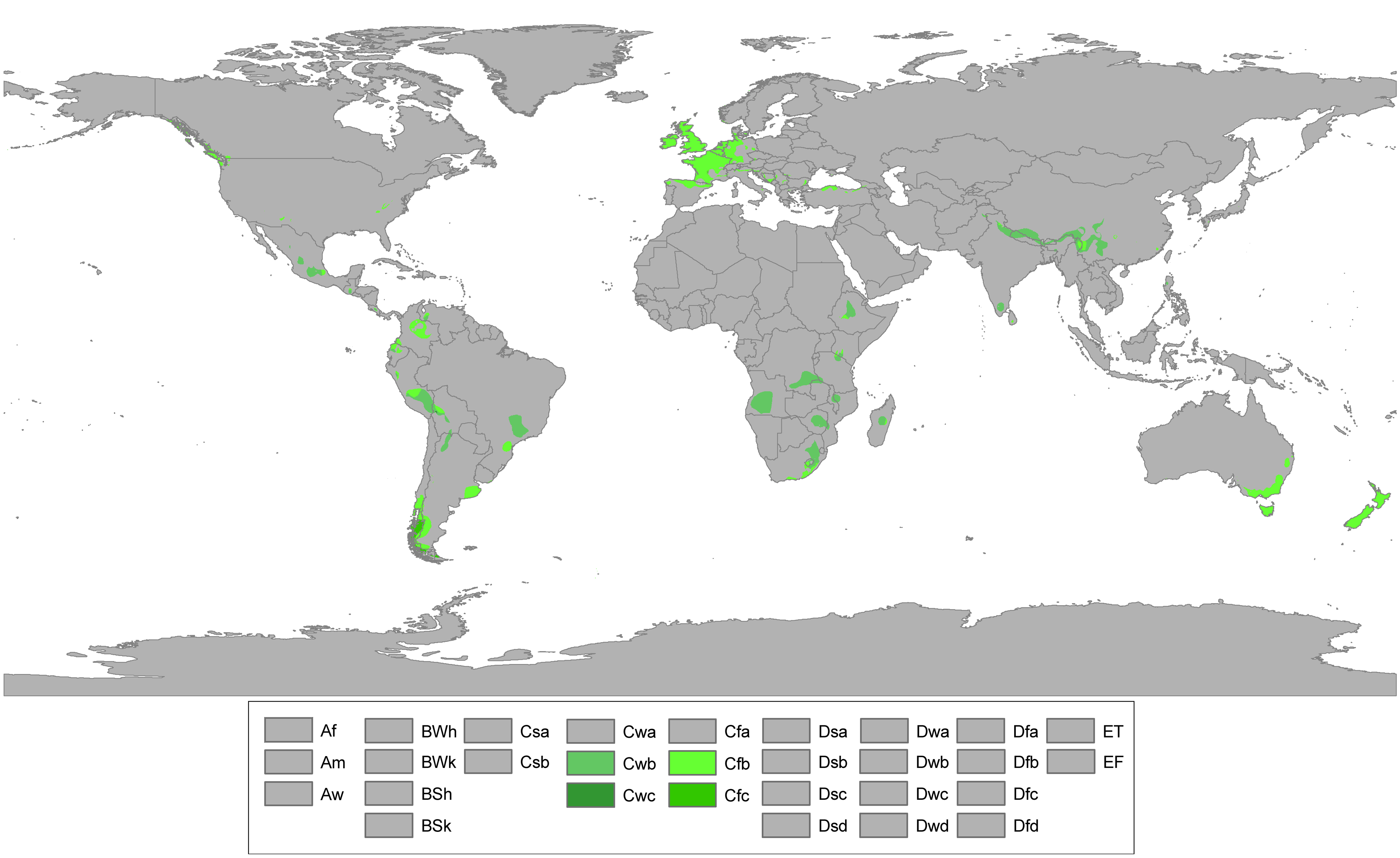
خريطة تبين مناطق المناخ المحيطي وأنواعه حول العالم
Cfb
Cfc
Cwb
Cwc

المناخ المحيطي أو المناخ البحري أو مناخ الساحل الغربي هو حسب تصنيف كوبن للمناخ مناخ شائع بالسواحل الغربية في خطوط العرض المتوسطة للقارات، وعموماً يكون فصل الصيف فيه دافئا قليلا (نظراً لخطوط عرض مناطقها) لكن شتاءه ليس بارداً مع درجات حرارة متقاربة وقلة تسجيل درجات حرارة مفرطة، عدا المناطق الانتقالية إلى المناخ القاري الرطب والمناخ الشبه القطبي والمناخ الألبي. يعرف المناخ المحيطي على أنه ذو معدل حراري أقل من 22°س في الشهر الأكثر حرارة، وأعلى من 0°س في الشهر الأكثر برودة.
يتضمن هذا المناخ فصلاً جافاً، حيث أن التساقطات أكثر تبعثرا على مدار السنة. إنه المناخ المهيمن في معظم أوروبا الغربية، الشمال الغربي الهادئ بالولايات المتحدة وكندا، أجزاء من وسط المكسيك، جنوب غربي أمريكا الجنوبية، جنوب شرقي أستراليا (من ضمنها تاسمانيا ونيوزيلندا). يتميز هذا المناخ بصيف بارد قليلا، وشتاء قليل البرودة (ليس باردا جدا). وهو يتميز أيضاً بتقارب معدلات درجات الحرارة عن باقي المناخات في نفس خطوط العرض، ولا يكون صيفه حاراً كالمناخ الشبه المداري الرطب أو جافاً كالمناخ المتوسطي.
 المناخات المحيطية مهيمنة أكثر في أوروبا، حيث تمتد هذه المناخات أعمق داخل القارة العجوز أكثر من أية قارة أخرى.
يمكن أن يكون للمناخ المحيطي نشاط عاصفي أكثر حيث تموقعه في حزام رياح الغربيات العاصفة. عدة مناخات محيطية لديها جو غائم متكرر نظراً لقربها من المنخفضات الجوية المستقرة. يصنف المعدل الحراري السنوي كأدنى من نظيره في مناخات أخرى على نفس خطوط العرض، بسبب استقرار الكتل الهوائية البحرية، حيث يبقى المناخ المحيطي عالقا بين الجبهتان الدافئة جداً والباردة قليلاً. ومنه نوعان: مناخ محيطي شبه مداري (Cfb،Cwb، وCfc) ومناخ محيطي شبه قطبي (Cwc).

## الحرارة
مميزات الحرارة في المناخات المحيطية تمثل برودة قليلة في درجاتها، مع عدم تكرر تسجيل درجات مفرطة. حسب تصنيف كوبن للمناخ، لدى المناخ المحيطي معدل درجات حرارة أعلى من 0°س في الشهر الأبرد، مقارنة بالمناخات القارية حيث هي أدنى من الصفر. الصيف معتدل، مع معدلات لا تتعدى 22°س خلال الشهر الأكثر حرارة.
بالإتجاه نحو القطب، يوجد تحت-مناخ يسمى المناخ المحيطي الشبه قطبي (ترميز: Cfc) مع شتاء طويل وبارد نسبياً (بسبب خط عرضه) وصيف قصير ومعتدل (معدل حراري أعلى من 10°س من شهر إلى 3 أشهر).
أمثلة عن هذا المناخ تتضمن أجزاء من ساحل إيسلندا في نصف الكرة الشمالي وأقصى جنوب تشيلي والأرجنتين في النصف الجنوبي (مثل أوشوايا وبونتا أريناس).

## التساقطات

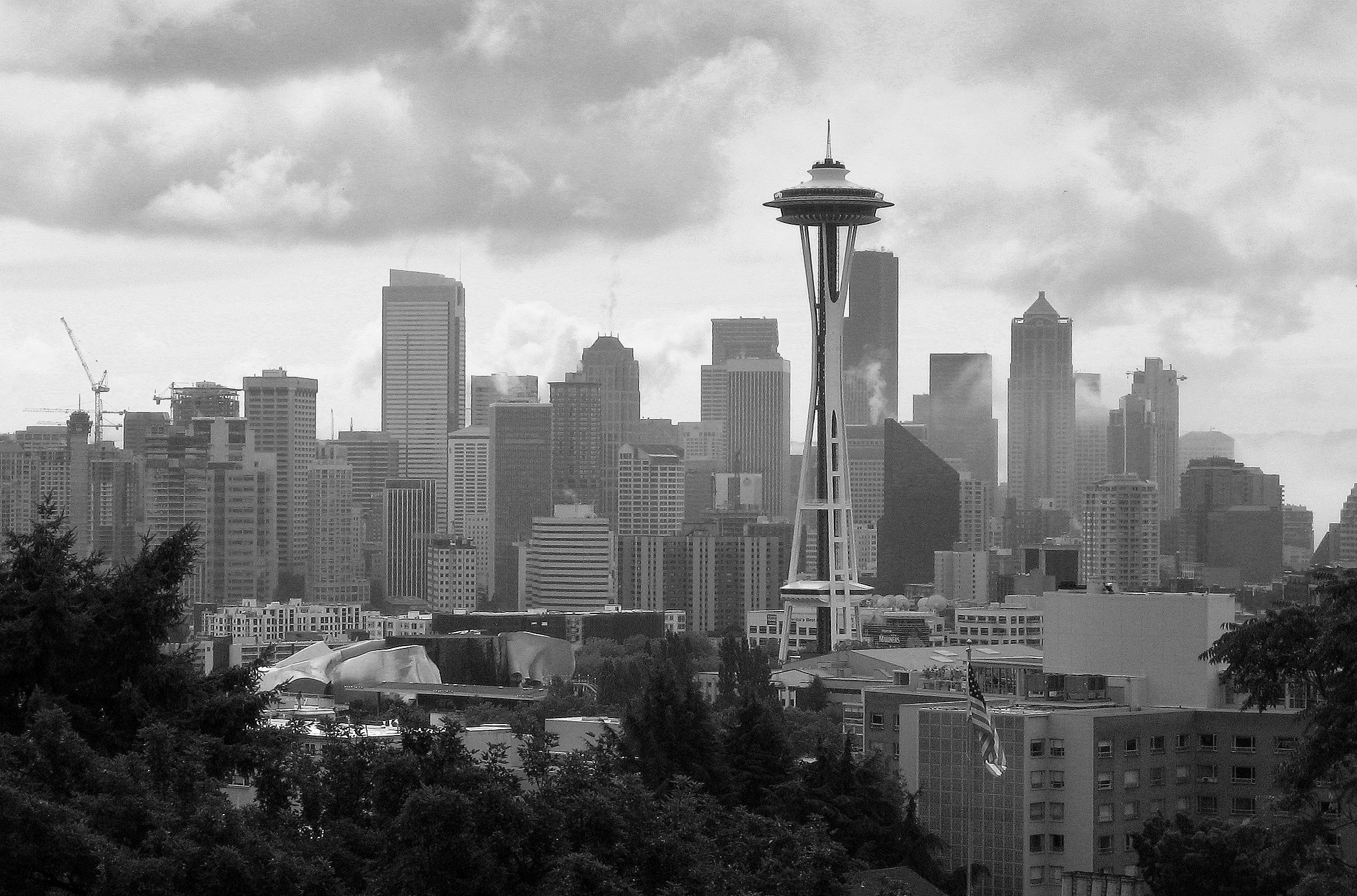
سياتل، مدينة تنضوي ضمن المناخ المحيطي

تعتبر التساقطات في المناخ المحيطي غير منتظمة على طول السنة، كما أن الأشهر الممتدة من الغيوم والمطر شائعة في هذا المناخ. تعتبر سياتل مثال عن هذا المناخ، حيث أنه بين أكتوبر وماي، تتلقى هذه المدينة تساقطات مطرية غزيرة، وهي غائمة جزئيا أو كليا ستة أيام في الأسبوع.
تأتي التساقطات غالباً على شكل أمطار في مناطق انتشار هذا المناخ، لكن يمكن مشاهدة الثلوج في بعض هذه المناطق خلال فصل الشتاء. خارج أستراليا ونيوزيلندا، تشهد معظم المناطق بهذا المناخ على الأقل عاصفة ثلجية واحدة كل عام، أما في المناطق ذات المناخ المحيطي الشبه قطبي، فسقوط الثلوج أمر شائع وأكثر تكراراً.

## الأسباب
ليس بالضرورة تواجد المناخ المحيطي دائما على المناطق الساحلية على نفس خطوط العرض، في معظم الحالات يوازي المناخ المحيطي خطوط العرض العليا للمحيطات. التيار النفاث القطبي الذي يتحرك باتجاه غرب-شرق يعبر خطوط العرض الوسطى، مطوِّراً قوة المنخفضات الجوية، العواصف والجبهات الهوائية.
في المناطق الساحلية لأعلى خطوط العرض الوسطى (45°-60°) يخلق التيار الهوائي المذكور آنفا البنية الأساسية لمعظم الأجواء المحيطية التي تنتج عن تفاعل البحار مع تلك التيارات. في فصل الخريف، الشتاء وأول الربيع حيث يكون التيار القطبي في أقصى نشاطه ينشأ الضباب والأجواء الغائمة والرذاذ المطري على معظم المناطق البحرية.
في الصيف غالباً ما يدفع المرتفع الجوي رياح الغربيات إلى شمال بعض المناخات المحيطية، منشئة صيفاً جافاً.
يغير تيار الخليج الشمالي الأطلنتي مناخ شمال غرب أوروبا، حيث أنه تيار مداري محيطي يمر شمال البحر الكاريبي ثم إلى الساحل الشرقي الولايات المتحدة ثم إلى كارولينا الشمالية، ثم يصل إلى الأزور عبر طريق شرقي-شمال شرقي.
 وكنتيجة لتيار الخليج، يكون فصل الشتاء معتدلاً في السواحل الغربية كإيرلندا، المملكة المتحدة والنرويج (بالنسبة لخطوط العرض المتواجدة بها). ولكون أوروبا الغربية منطقة منخفضة الأراضي، يساعد هذا الكتل الهوائية البحرية على المضي قدما نحو المناطق القارية، متيحة لمدن مثل دريسدن، براغ وفيينا أن تشهد مناخا محيطياً رغم بعد هذه المدن عن البحر.

## التوزيع

### أوروبا
يقع غالبية المناخ المحيطي في شمال غرب أوروبا، من إيرلندا وبريطانيا العظمى ثم باتجاه الشرق نحو أوروبا الوسطى. ويمتد هذا المناخ أيضاً على معظم فرنسا (بعيداً عن البحر المتوسط)، بلجيكا، الأراضي المنخفضة، ألمانيا، النرويج، الساحل الشمالي لإسبانيا (منطقة إقليم الباسك، شمال منطقة نافارا، منطقة أستورياس ومنطقة كانتابريا)، غرب الأزور بعيدا عن الساحل البرتغالي، جنوب كوسوفو، الأجزاء الجنوبية للسويد. أمثلة عن هذا المناخ موجودة في لندن، بيرغن، دبلن، برلين، بيلباو، سان سيباستيان، بياريتز، بايون، زوريخ، كوبنهاجن وباريس. ومع تناقص المسافة بالإتجاه نحو البحر المتوسط، يتغير المناخ ليصبح مناخ شبه مداري حار أو مناخ متوسطي في جنوب أوروبا.
يتجه الخط الفاصل بين المناخ القاري والمناخ المحيطي من الشمال إلى الجنوب. مثلاً يتلقى غرب ألمانيا كتلا هوائية أطلنتية معتدلة أكثر من الشرق، و(في بعض المناطق) يصبح فصل الصيف أكثر حرارة، بينما يتجه الخط الفاصل بين أوروبا المحيطية وأوروبا المتوسطية من الشرق نحو الغرب وهو مرتبط بالتغيرات في نظم التساقطات ويختلف موقعه حسب درجات الحرارة الموسمية.

### أفريقيا
المنطقة الوحيدة التي يوجد فيها المناخ المحيطي في أو قرب مستوى سطح البحر هي جنوب أفريقيا في المنطقة ما بين ساحل خليج موسيل في كيب الغربية إلى خليج بليتنبيرغ، مع مناطق أخرى من المناخ داخل كيب الشرقية وساحل كوازولو ناتال.
يوجد هذا المناخ أيضاً في مناطق أفريقيا الجنوبية الداخلية والأجزاء المرتفعة لأفريقيا الشرقية وشمال موزمبيق ومن أفريقيا الغربية إلى المرتفعات الجنوبية الغربية لأنغولا، ويكون عادة معتدلاً على معظم أيام السنة مع عدم وجود فصل مطير، لكن تتلقى المناطق أمطارا أكثر في الخريف والربيع. يوجد المناخ أيضاً في أرخبيل تريستان دا كونا في المحيط الأطلنتي الجنوبي.

### الأمريكيتين
يوجد المناخ المحيطي على شكل قوس ينتشر عبر الساحل الشمالي الغربي لأمريكا الشمالية من شبه جزيرة ألاسكا إلى شمال كاليفورنيا، والمقصود به هنا المناطق الساحلية للشمال الغربي الهادئ. وهو يتضمن المناطق الغربية لولاية واشنطن وأوريغون، شبه الجزيرة الألاسكية، المناطق الغربية لكولومبيا البريطانية وشمال غرب كاليفورنيا. بالإضافة إلى ذلك يوجد هذا المناخ في بعض مناطق الساحل الشرقي مثل المرتفعات الجنوبية لجبال الأبلاش، كذلك بلوك آيلاند ونانتوكيت.

يتواجد هذا المناخ أيضاً في مناطق معزولة في شرق المكسيك وأمريكا الجنوبية. يوجد في جنوب شرق الوسط والجنوب الغربي الأرجنتيني، جنوب تشيلي وفي المناطق المرتفعة من ولايات سانتا كاتارينا، بارانا وساو باولو البرازيلية.
كل المناخات الواقعة في خطوط العرض الوسطى رطبة، لكن تحوي بعض مناخات صحاري الظل المطري أنظمة حرارية مشابهة للمناخ المحيطي مع تساقطات ضعيفة كنظيرتها في المناخ الشبه القاحل الحار (BSk) أو حتى المناخ الصحراوي الحار (BWk). هذه النسخ القاحلة من المناخ توجد شرق ولايتي واشنطن وأوريغون، غرب جبال كاسكيد رينج في الولايات المتحدة، في وادي أوكاناغان بكولومبيا البريطانية في كندا، باتاغونيا في الجنوب الأرجنتيني وصحراء أتاكاما شمالي تشيلي.

### آسيا وأوقيانوسيا
المناطق المميزة الوحيدة حيث المناخ المحيطي في أو قرب مستوى سطح البحر في آسيا هي على ساحل البحر الأسود شمالي تركيا، ومناطق أصغر قرب بحر قزوين في أذربيجان ومناطق قرب مضيق تسوجارو شمالي اليابان.
يقع هذا المناخ في المناطق الجنوبية لأوقيانوسيا. المناخ المحيطي المعتدل موجود في نيوزيلندا، أستراليا، جزيرة تاسمانيا، جنوب شرقي نيوساوث ويلز والمناطق الجنوبية لفيكتوريا (أستراليا). يمكن إيجاده أيضاً على السواحل الغربية لأستراليا الغربية، بنمط تساقطات أشبه بالمناخ الشبه القاحل (BSk) أو حتى المناخ الصحراوي (BWk).

### جنوب المحيط الهندي
تخضع جزيرتي أمستردام وسان بول التابعتان لأقاليم ما وراء البحار الفرنسية لتأثيرات المنطقة المدارية ويوجد بهما مناخ محيطي.

## تنوعات المناخ المحيطي

### مناخ محيطي شبه مداري

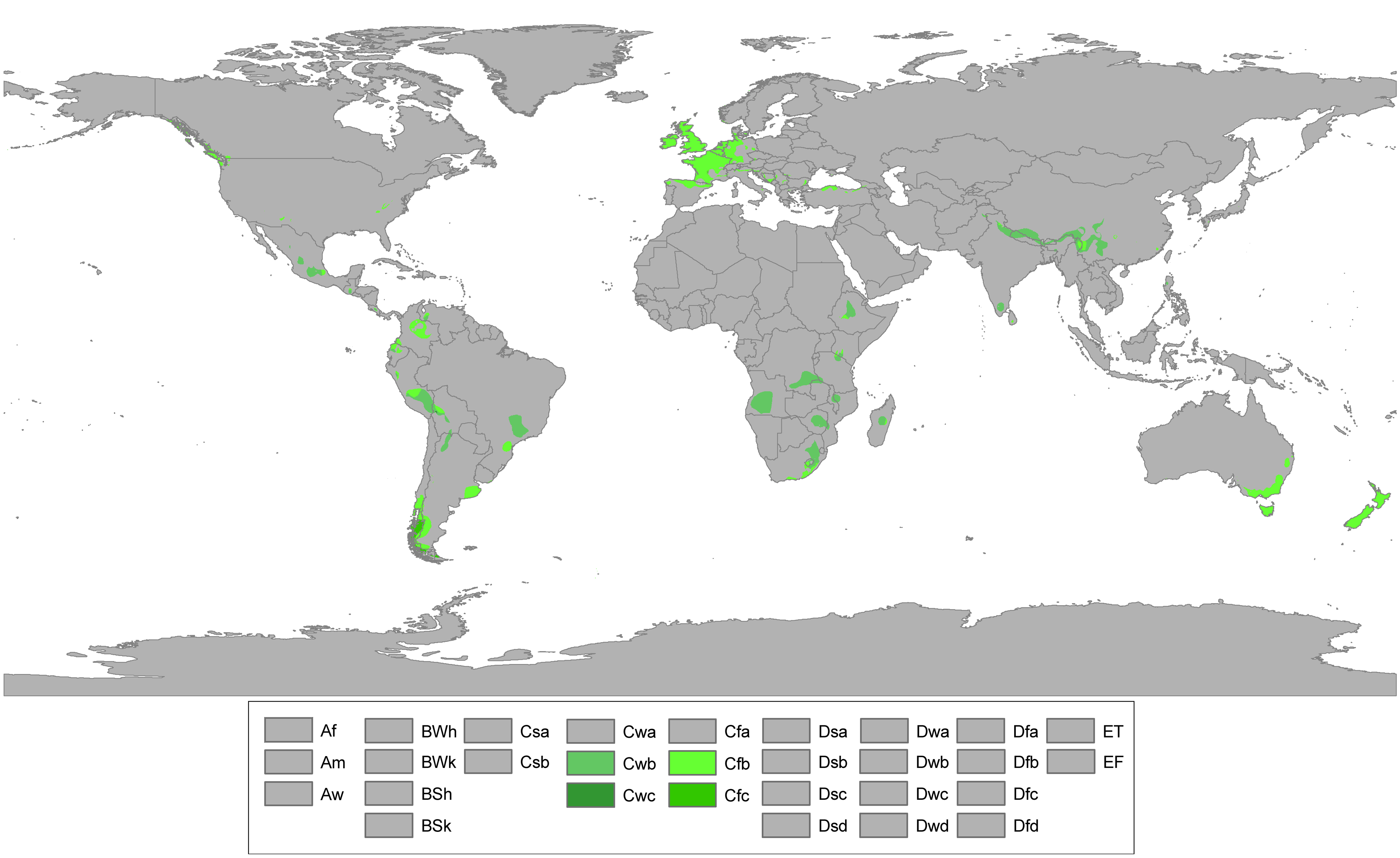
خريطة العالم تبين مناطق وجود المناخ المحيطي
Cfb
Cwb

المناخ المحيطي شبه المداري هو نوع من المناخات المحيطية يرمز له حسب تصنيف كوبن للمناخ بكل من Cfb وCwb، حيث يتواجد المناخ في المناطق المرتفعة من العالم سواء أكانت مدارية أو شبه مدارية، وهو عادة موجود بالمناطق الجبلية لبعض الدول المدارية. بغض النظر عن خط العرض، الارتفاعات العالية لهذه المناطق تعني أن هذا المناخ يتشارك بعض الخصائص مع المناخ المحيطي مع إمكانية وجود طقس أكثر جفافا خلال فصل الشتاء.
يكمن تصنيف هذا المناخ تحت خانة المناخ المحيطي في كون درجات الحرارة خلال الشتاء أكثر تشابها بينهما، مع صيف معتدل وشتاء قليل البرودة، وفي بعض الحالات، بعض التساقطات الثلجية. في المدارات، يمكن أن يكون هذا المناخ ربيعياً على مدار السنة. درجات الحرارة تبقى مستقرة مع ثلوج قليلة التساقط خلال الشتاء.

#### الخصائص
تبلغ المعدلات الشهرية في هذا المناخ أقل من 22°م لكن أكثر من –3°م (أو 0°م حسب المعايير الأمريكية). يكون المعدل الحراري لشهر واحد على الأقل في السنة تحت 18°س. لولا الإرتفاع لكانت هذه المناطق تحت نطاق المناخ المداري أو الرطب شبه المداري.
غالبا ما تكون هذه المناطق صغيرة المساحة حيث يرمز لها حسب تصنيف كوبن للمناخ بـCfb أو Cwb. وتقع هذه المناطق في يونان وسيتشوان وأجزاء من الأرجنتين وبوليفيا التي يكون صيفها أقصر من أن تصنف ضمن الـ Cwc، حيث أقل من 4 أشهر في السنة يكون معدلها أكثر من 10°س.

#### التوزيع
يوجد هذا النوع من المناخ في أجزاء من شرق، جنوب وجنوب شرق أفريقيا، مناطق الأطلس الكبير، بعض المناطق الجبلية في أوروبا الجنوبية، بعض المناطق الجبلية في شمال (بما في ذلك المرتفعات جنوب جبال الأبلاش) ووسط وجنوب القارة الأمريكية، بعض المناطق الجبلية جنوب شرق آسيا، ومناطق من الهيمالايا. ويوجد كذلك في مناطق بأستراليا، خصوصاً في الجنوب الشرقي، حيث ترتفع معدلات درجات الحرارة والجفاف خلال فصل الصيف عن المعدلات العادية مع درجات حرارة تتعدى 40°م خلال الصيف.

#### أمثلة عن هذا المناخ
| مخطط المناخ مكسيكو سيتي | مخطط المناخ مكسيكو سيتي | مخطط المناخ مكسيكو سيتي | مخطط المناخ مكسيكو سيتي | مخطط المناخ مكسيكو سيتي | مخطط المناخ مكسيكو سيتي | مخطط المناخ مكسيكو سيتي | مخطط المناخ مكسيكو سيتي | مخطط المناخ مكسيكو سيتي | مخطط المناخ مكسيكو سيتي | مخطط المناخ مكسيكو سيتي | مخطط المناخ مكسيكو سيتي |
| --- | ----------------------- | ----------------------- | ----------------------- | ----------------------- | ----------------------- | ----------------------- | ----------------------- | ----------------------- | ----------------------- | ----------------------- | ----------------------- |
| 01 | 02                      | 03                      | 04                      | 05                      | 06                      | 07                      | 08                      | 09                      | 10                      | 11                      | 12                      |
| 11 21 6 | 4.3 23 7                | 10 26 9                 | 26 27 11                | 56 27 12                | 135 25 12               | 175 23 12               | 169 23 12               | 145 22 12               | 67 22 10                | 12 22 8                 | 6 21 7                  |
| متوسط درجة-الحرارة °س مجاميع الهطل مم |                         |                         |                         |                         |                         |                         |                         |                         |                         |                         |                         |
| بالوحدات الإنكليزية \| 01 \| 02 \| 03 \| 04 \| 05 \| 06 \| 07 \| 08 \| 09 \| 10 \| 11 \| 12 \| \| 0.4 70 42 \| 0.2 73 45 \| 0.4 78 49 \| 1 80 51 \| 2.2 80 53 \| 5.3 76 54 \| 6.9 73 53 \| 6.7 74 53 \| 5.7 72 53 \| 2.6 72 50 \| 0.5 71 46 \| 0.2 69 44 \| \| متوسط درجة-الحرارة °ف مجاميع الهطول ″ \| \| \| \| \| \| \| \| \| \| \| \| |                         |                         |                         |                         |                         |                         |                         |                         |                         |                         |                         |
| 01 | 02                      | 03                      | 04                      | 05                      | 06                      | 07                      | 08                      | 09                      | 10                      | 11                      | 12                      |
| 0.4 70 42 | 0.2 73 45               | 0.4 78 49               | 1 80 51                 | 2.2 80 53               | 5.3 76 54               | 6.9 73 53               | 6.7 74 53               | 5.7 72 53               | 2.6 72 50               | 0.5 71 46               | 0.2 69 44               |
| متوسط درجة-الحرارة °ف مجاميع الهطول ″ |                         |                         |                         |                         |                         |                         |                         |                         |                         |                         |                         |

| مخطط المناخ أديس أبابا | مخطط المناخ أديس أبابا | مخطط المناخ أديس أبابا | مخطط المناخ أديس أبابا | مخطط المناخ أديس أبابا | مخطط المناخ أديس أبابا | مخطط المناخ أديس أبابا | مخطط المناخ أديس أبابا | مخطط المناخ أديس أبابا | مخطط المناخ أديس أبابا | مخطط المناخ أديس أبابا | مخطط المناخ أديس أبابا |
| --- | ---------------------- | ---------------------- | ---------------------- | ---------------------- | ---------------------- | ---------------------- | ---------------------- | ---------------------- | ---------------------- | ---------------------- | ---------------------- |
| 01 | 02                     | 03                     | 04                     | 05                     | 06                     | 07                     | 08                     | 09                     | 10                     | 11                     | 12                     |
| 17 23 9 | 36 24 9                | 68 25 11               | 89 25 12               | 76 25 13               | 124 23 12              | 259 21 12              | 278 20 12              | 174 22 12              | 41 23 10               | 8.3 23 8               | 10 22 8                |
| متوسط درجة-الحرارة °س مجاميع الهطل مم |                        |                        |                        |                        |                        |                        |                        |                        |                        |                        |                        |
| بالوحدات الإنكليزية \| 01 \| 02 \| 03 \| 04 \| 05 \| 06 \| 07 \| 08 \| 09 \| 10 \| 11 \| 12 \| \| 0.7 74 48 \| 1.4 76 49 \| 2.7 76 51 \| 3.5 77 54 \| 3 77 55 \| 4.9 74 54 \| 10 69 54 \| 11 68 53 \| 6.9 71 53 \| 1.6 73 50 \| 0.3 73 47 \| 0.4 72 46 \| \| متوسط درجة-الحرارة °ف مجاميع الهطول ″ \| \| \| \| \| \| \| \| \| \| \| \| |                        |                        |                        |                        |                        |                        |                        |                        |                        |                        |                        |
| 01 | 02                     | 03                     | 04                     | 05                     | 06                     | 07                     | 08                     | 09                     | 10                     | 11                     | 12                     |
| 0.7 74 48 | 1.4 76 49              | 2.7 76 51              | 3.5 77 54              | 3 77 55                | 4.9 74 54              | 10 69 54               | 11 68 53               | 6.9 71 53              | 1.6 73 50              | 0.3 73 47              | 0.4 72 46              |
| متوسط درجة-الحرارة °ف مجاميع الهطول ″ |                        |                        |                        |                        |                        |                        |                        |                        |                        |                        |                        |

### مناخ محيطي شبه قطبي

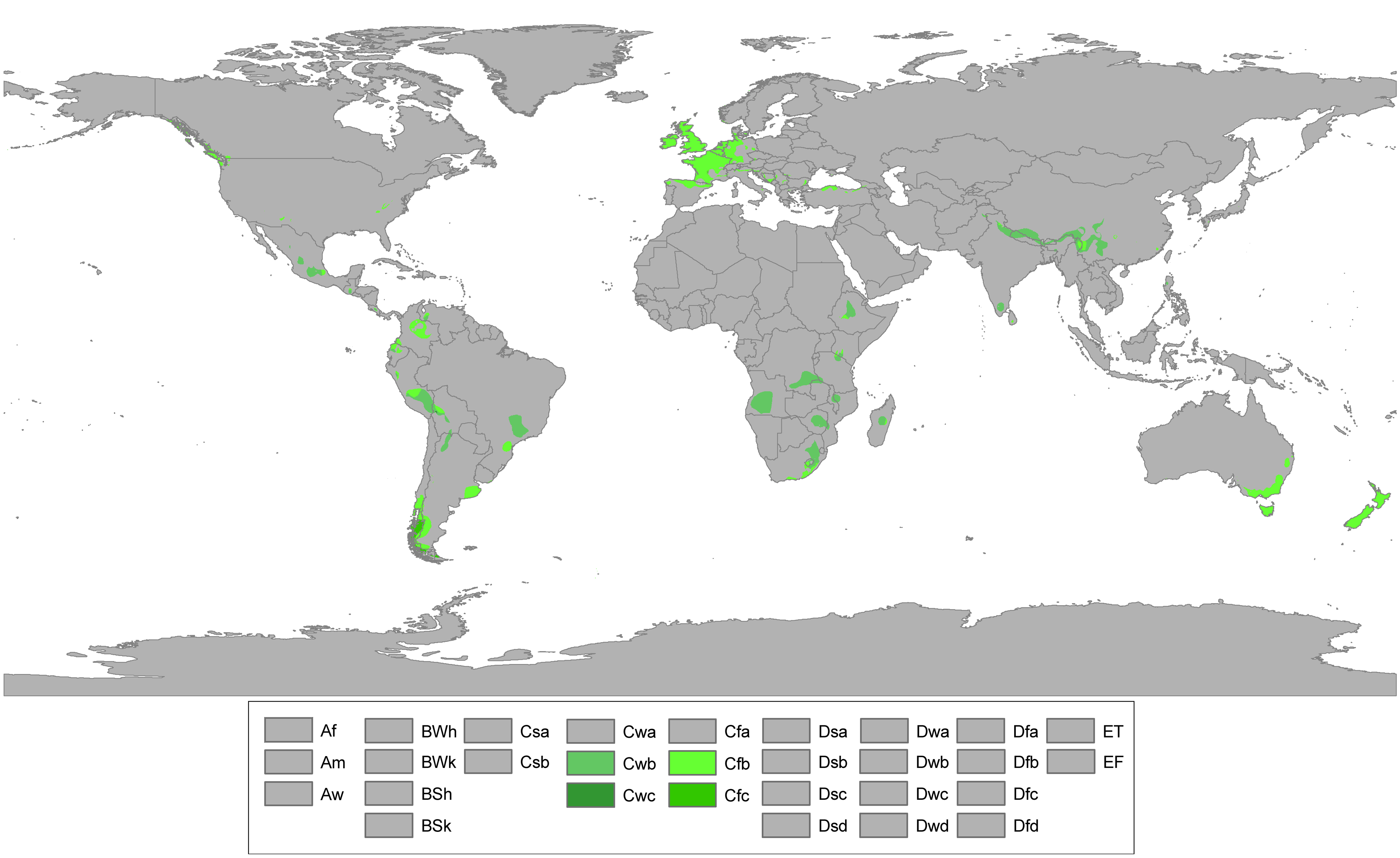
خريطة العالم تبين مناطق وجود المناخ المحيطي
Cfb
Cwb

المناخ المحيطي شبه المداري هو نوع من المناخات المحيطية يرمز له حسب تصنيف كوبن للمناخ بكل من Cfb وCwb، حيث يتواجد المناخ في المناطق المرتفعة من العالم سواء أكانت مدارية أو شبه مدارية، وهو عادة موجود بالمناطق الجبلية لبعض الدول المدارية. بغض النظر عن خط العرض، الارتفاعات العالية لهذه المناطق تعني أن هذا المناخ يتشارك بعض الخصائص مع المناخ المحيطي مع إمكانية وجود طقس أكثر جفافا خلال فصل الشتاء.
يكمن تصنيف هذا المناخ تحت خانة المناخ المحيطي في كون درجات الحرارة خلال الشتاء أكثر تشابها بينهما، مع صيف معتدل وشتاء قليل البرودة، وفي بعض الحالات، بعض التساقطات الثلجية. في المدارات، يمكن أن يكون هذا المناخ ربيعياً على مدار السنة. درجات الحرارة تبقى مستقرة مع ثلوج قليلة التساقط خلال الشتاء.

#### الخصائص
تبلغ المعدلات الشهرية في هذا المناخ أقل من 22°م لكن أكثر من –3°م (أو 0°م حسب المعايير الأمريكية). يكون المعدل الحراري لشهر واحد على الأقل في السنة تحت 18°س. لولا الإرتفاع لكانت هذه المناطق تحت نطاق المناخ المداري أو الرطب شبه المداري.
غالبا ما تكون هذه المناطق صغيرة المساحة حيث يرمز لها حسب تصنيف كوبن للمناخ بـCfb أو Cwb. وتقع هذه المناطق في يونان وسيتشوان وأجزاء من الأرجنتين وبوليفيا التي يكون صيفها أقصر من أن تصنف ضمن الـ Cwc، حيث أقل من 4 أشهر في السنة يكون معدلها أكثر من 10°س.

#### التوزيع
يوجد هذا النوع من المناخ في أجزاء من شرق، جنوب وجنوب شرق أفريقيا، مناطق الأطلس الكبير، بعض المناطق الجبلية في أوروبا الجنوبية، بعض المناطق الجبلية في شمال (بما في ذلك المرتفعات جنوب جبال الأبلاش) ووسط وجنوب القارة الأمريكية، بعض المناطق الجبلية جنوب شرق آسيا، ومناطق من الهيمالايا. ويوجد كذلك في مناطق بأستراليا، خصوصاً في الجنوب الشرقي، حيث ترتفع معدلات درجات الحرارة والجفاف خلال فصل الصيف عن المعدلات العادية مع درجات حرارة تتعدى 40°م خلال الصيف.

#### أمثلة عن هذا المناخ
| مخطط المناخ مكسيكو سيتي | مخطط المناخ مكسيكو سيتي | مخطط المناخ مكسيكو سيتي | مخطط المناخ مكسيكو سيتي | مخطط المناخ مكسيكو سيتي | مخطط المناخ مكسيكو سيتي | مخطط المناخ مكسيكو سيتي | مخطط المناخ مكسيكو سيتي | مخطط المناخ مكسيكو سيتي | مخطط المناخ مكسيكو سيتي | مخطط المناخ مكسيكو سيتي | مخطط المناخ مكسيكو سيتي |
| --- | ----------------------- | ----------------------- | ----------------------- | ----------------------- | ----------------------- | ----------------------- | ----------------------- | ----------------------- | ----------------------- | ----------------------- | ----------------------- |
| 01 | 02                      | 03                      | 04                      | 05                      | 06                      | 07                      | 08                      | 09                      | 10                      | 11                      | 12                      |
| 11 21 6 | 4.3 23 7                | 10 26 9                 | 26 27 11                | 56 27 12                | 135 25 12               | 175 23 12               | 169 23 12               | 145 22 12               | 67 22 10                | 12 22 8                 | 6 21 7                  |
| متوسط درجة-الحرارة °س مجاميع الهطل مم |                         |                         |                         |                         |                         |                         |                         |                         |                         |                         |                         |
| بالوحدات الإنكليزية \| 01 \| 02 \| 03 \| 04 \| 05 \| 06 \| 07 \| 08 \| 09 \| 10 \| 11 \| 12 \| \| 0.4 70 42 \| 0.2 73 45 \| 0.4 78 49 \| 1 80 51 \| 2.2 80 53 \| 5.3 76 54 \| 6.9 73 53 \| 6.7 74 53 \| 5.7 72 53 \| 2.6 72 50 \| 0.5 71 46 \| 0.2 69 44 \| \| متوسط درجة-الحرارة °ف مجاميع الهطول ″ \| \| \| \| \| \| \| \| \| \| \| \| |                         |                         |                         |                         |                         |                         |                         |                         |                         |                         |                         |
| 01 | 02                      | 03                      | 04                      | 05                      | 06                      | 07                      | 08                      | 09                      | 10                      | 11                      | 12                      |
| 0.4 70 42 | 0.2 73 45               | 0.4 78 49               | 1 80 51                 | 2.2 80 53               | 5.3 76 54               | 6.9 73 53               | 6.7 74 53               | 5.7 72 53               | 2.6 72 50               | 0.5 71 46               | 0.2 69 44               |
| متوسط درجة-الحرارة °ف مجاميع الهطول ″ |                         |                         |                         |                         |                         |                         |                         |                         |                         |                         |                         |

| مخطط المناخ أديس أبابا | مخطط المناخ أديس أبابا | مخطط المناخ أديس أبابا | مخطط المناخ أديس أبابا | مخطط المناخ أديس أبابا | مخطط المناخ أديس أبابا | مخطط المناخ أديس أبابا | مخطط المناخ أديس أبابا | مخطط المناخ أديس أبابا | مخطط المناخ أديس أبابا | مخطط المناخ أديس أبابا | مخطط المناخ أديس أبابا |
| --- | ---------------------- | ---------------------- | ---------------------- | ---------------------- | ---------------------- | ---------------------- | ---------------------- | ---------------------- | ---------------------- | ---------------------- | ---------------------- |
| 01 | 02                     | 03                     | 04                     | 05                     | 06                     | 07                     | 08                     | 09                     | 10                     | 11                     | 12                     |
| 17 23 9 | 36 24 9                | 68 25 11               | 89 25 12               | 76 25 13               | 124 23 12              | 259 21 12              | 278 20 12              | 174 22 12              | 41 23 10               | 8.3 23 8               | 10 22 8                |
| متوسط درجة-الحرارة °س مجاميع الهطل مم |                        |                        |                        |                        |                        |                        |                        |                        |                        |                        |                        |
| بالوحدات الإنكليزية \| 01 \| 02 \| 03 \| 04 \| 05 \| 06 \| 07 \| 08 \| 09 \| 10 \| 11 \| 12 \| \| 0.7 74 48 \| 1.4 76 49 \| 2.7 76 51 \| 3.5 77 54 \| 3 77 55 \| 4.9 74 54 \| 10 69 54 \| 11 68 53 \| 6.9 71 53 \| 1.6 73 50 \| 0.3 73 47 \| 0.4 72 46 \| \| متوسط درجة-الحرارة °ف مجاميع الهطول ″ \| \| \| \| \| \| \| \| \| \| \| \| |                        |                        |                        |                        |                        |                        |                        |                        |                        |                        |                        |
| 01 | 02                     | 03                     | 04                     | 05                     | 06                     | 07                     | 08                     | 09                     | 10                     | 11                     | 12                     |
| 0.7 74 48 | 1.4 76 49              | 2.7 76 51              | 3.5 77 54              | 3 77 55                | 4.9 74 54              | 10 69 54               | 11 68 53               | 6.9 71 53              | 1.6 73 50              | 0.3 73 47              | 0.4 72 46              |
| متوسط درجة-الحرارة °ف مجاميع الهطول ″ |                        |                        |                        |                        |                        |                        |                        |                        |                        |                        |                        |